# China Eastern Airlines

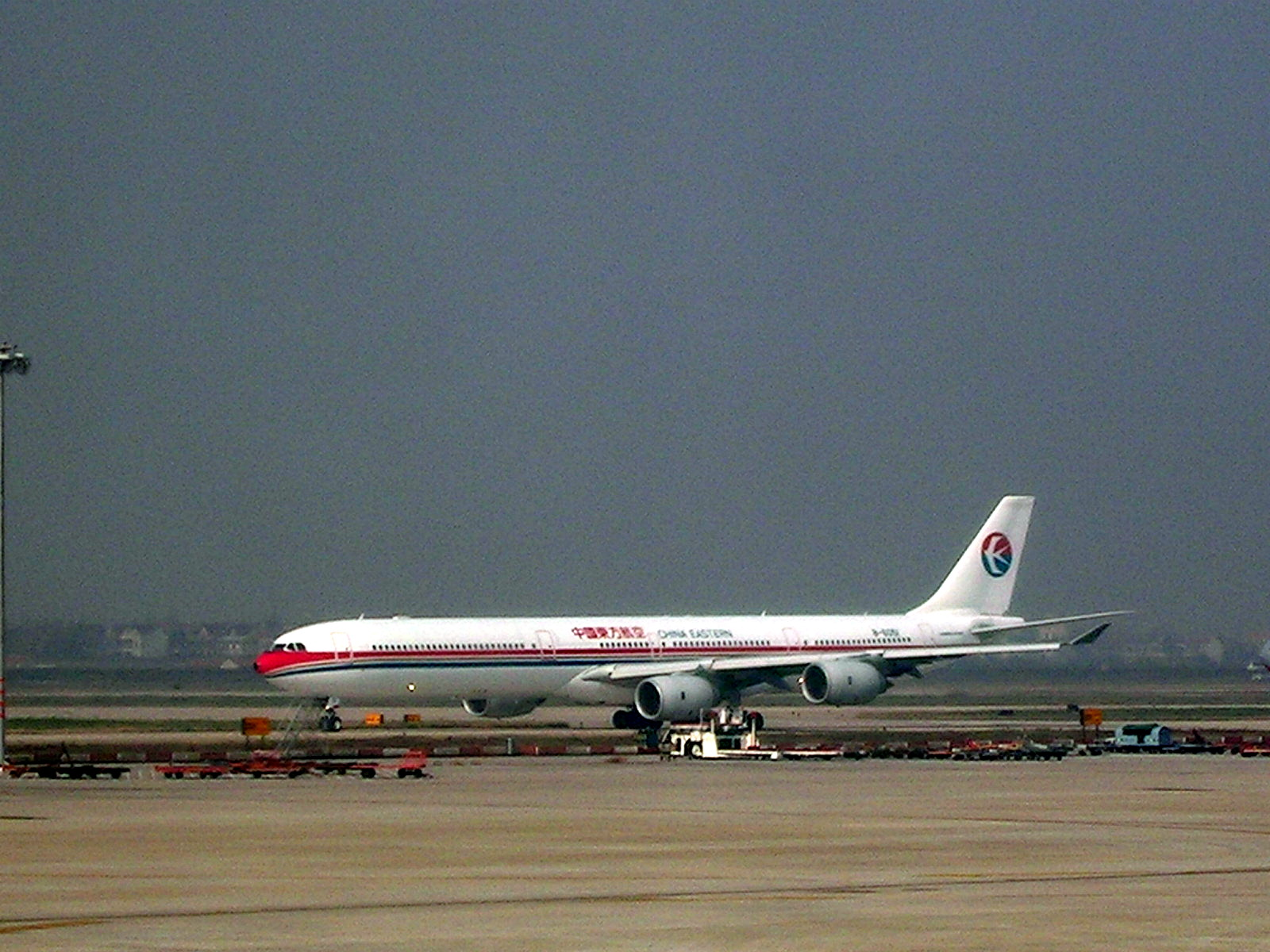
China Eastern Airlines Airbus A340-600

China Eastern Airlines Corporation Limited (中国东方航空股份有限公司) (SEHK: 0670 NYSE: CEA) este o companie aeriană cu baza în Aeroportul Internațional Shanghai Pudong, China.global.ceair.com
1. ↑  Global LEI index, accesat în 17 septembrie 2024